# سباحة رضيع

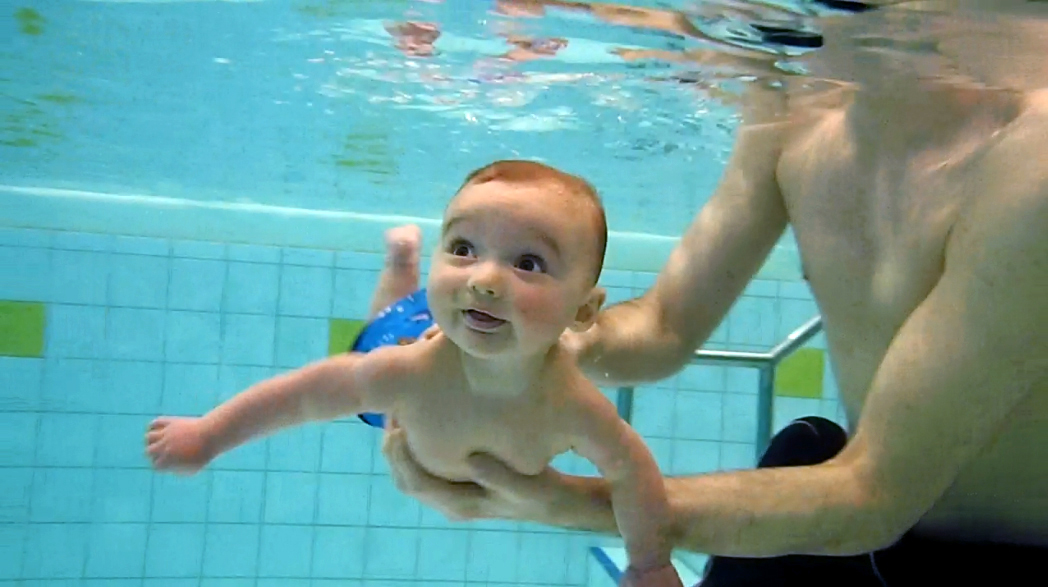
طفل رضيع يسبح تحت الماء

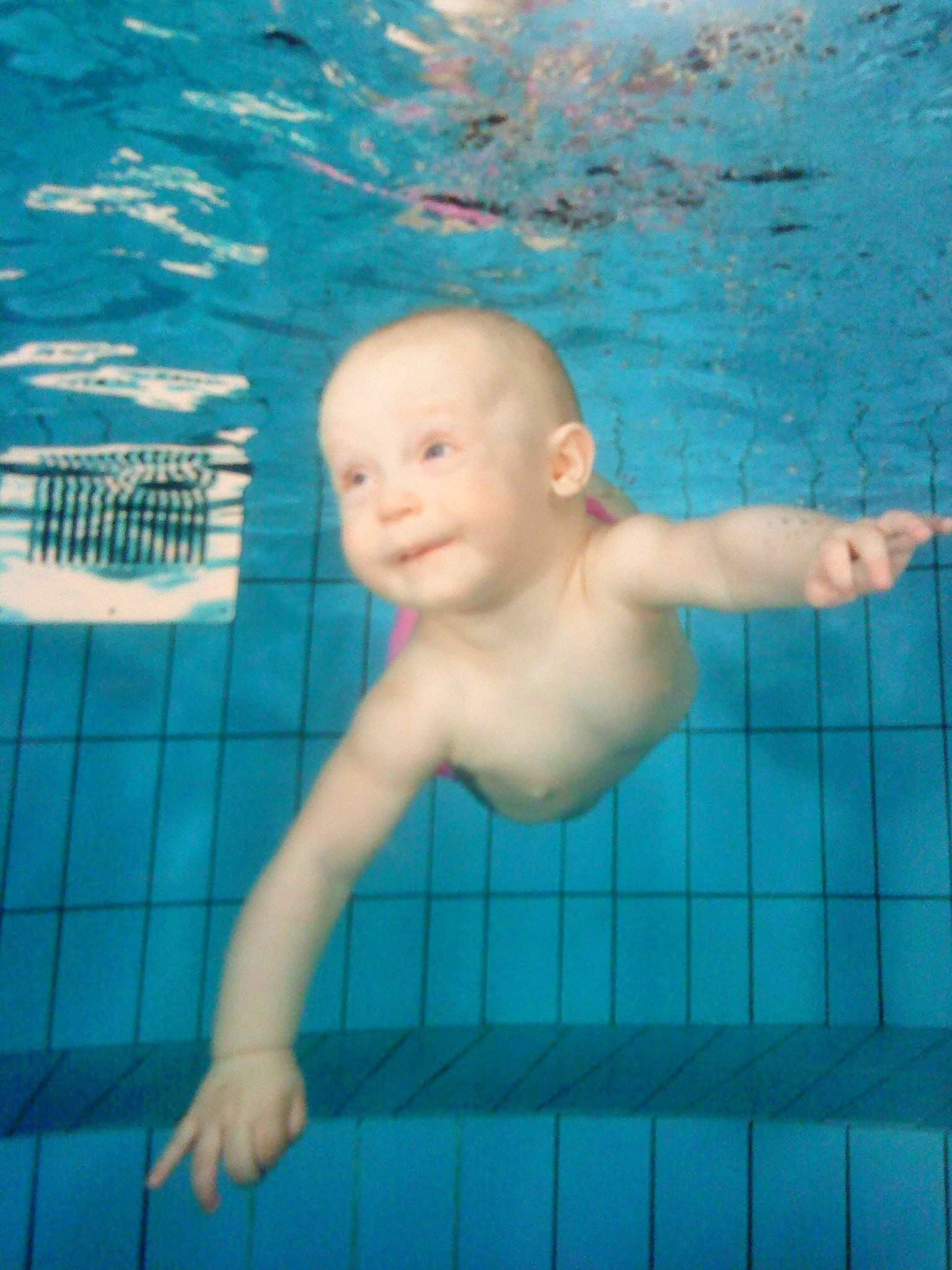
يحبس الأطفال الرضع بالفطرة أنفاسهم تحت الماء

سباحة الرضع (بالإنجليزية: Infant swimming)‏ هي ظاهرة عند الرضع والأطفال حديثي الولادة من البشر تتمثل بتحكمهم بأنفاسهم وتحريك أجسامهم في المياه. يقوم الرضع بإغلاق رئاتهم بشكل طبيعي تحت الماء ولهم قدرة البقاء على قيد الحياة عند الغطس في المياه لفترات قصيرة من الزمن. ويمكن أيضاً إعطاء الرضع دروس في السباحة؛ حيث يتم ذلك في المقام الأول للحد من خطر الغرق.

## سباحة الرضع أو منعكس الغوص
منعكس الغوص يولد مع الطفل ويبقي لعمر مابين 3 إلي 6 شهور وهو حبس النفس فعندما يتدفق الماء أو تيار هواء قوي على وجهه، يكتسب الطفل الهواء بشكل منعكس في رئتيه ويحبس أنفاسه لعدة ثوان. حيث انه كان داخل رحم أمه كأنه عنده القدرة لغلق رئتيه،

## خطر الغرق
الغرق هو السبب الرئيسي للإصابة غير المتعمدة والموت في جميع أنحاء العالم، وأعلى المعدلات هي بين الأطفال. وعموما فإن الغرق هو السبب الرئيسي لوفيات الإصابة بين الأطفال الذين تتراوح أعمارهم بين 1-4 سنوات في الولايات المتحدة، وهو ثاني أعلى سبب للوفاة في هذا النطاق العمري بعد العيوب الخلقية.
أشارت دراسة للسيطرة على الأمراض والوقاية منها في عام 2012 من بيانات الولايات المتحدة من 2005-2009 إلى أن 513 طفلاً تتراوح أعمارهم بين منذ الميلاد إلى 4 سنوات كانوا في المتوسط كل عام ضحايا للغرق المميت وتم علاج 3057 من هذا العمر في المستشفى الأمريكي. غالبًا ما يغرق هؤلاء الأطفال في حمامات السباحة، وغالبًا في
```
منازلهم.
[
1
]
[
2
]
```

## دروس سباحة للرضع

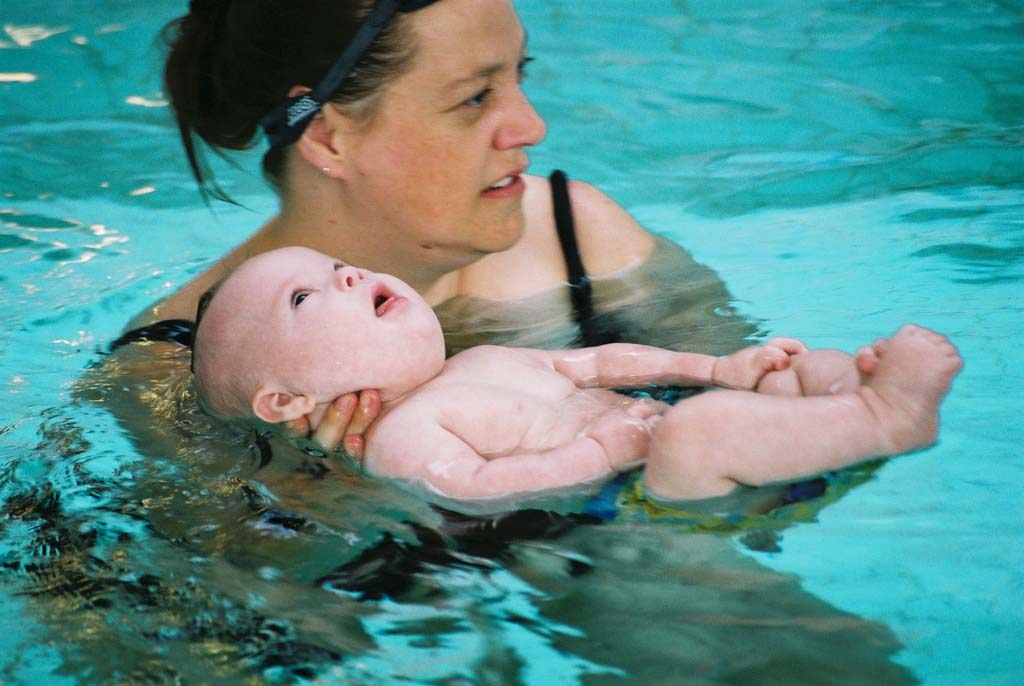
أم تحمل طفلها أثناء درس سباحة

## في الثقافة الشعبية
تم عرض طفل رضيع يسبح في الفيديو المصور لأغنية نيرفانا «كام آز يو آر» وعلى غلاف ألبوم الفرقة نيفرمايند.
في يونيو عام 2014، نشرت صحيفة نيويورك تايمز الأمريكية مقالاً بعنوان «قبل أن تتعلم الزحف يجب عليك أن تتعلم السباحة»، يتميز المقال بإلحاق صور لأطفال رضع تحت المياه من تصوير سيث كاستيل، وهو مصور فوتوغرافي لديه كتاب متعلق بنفس الموضوع، التي تأتي بعد كتابه السابق عن الكلاب تحت المياه.

## روابط خارجية
- فيديو: ذا دايفينغ ريفليكس - أطفال رضع يسبحون تحت الماء
- فيديو: كروس فيت - «سباحة الرضع: تطور التعليم» مع هارفي بارنيت
- فيديو: Infant Swim Self-Rescue
- نيويورك تايمز: قبل أن تتعلم الزحف يجب عليك أن تتعلم السباحة